# R103 (Ommen)
De Recreatieve weg 103 (R103) is een weg in de provincie Overijssel. De weg loopt van de Vechtbrug (N347) in Ommen tot de kruising met N36 in Mariënberg. In de bebouwde kom van Ommen heet de weg Zeesserweg. Buiten de bebouwde is het Beerzerweg. De R103 is 10,5 km lang.
Nieuwvliet: R101 · R102 · R103 · R104 · R105

Ommen: R101 · R102 · R103 · R104 · R105

Schouwen: R101 · R102 · R103 · R104 · R105 · R106 · R107 · R108 · R109 · R110 · R111 · R112

Spaarnwoude: R101 · R102 · R103 · R104 · R105 · R106

Voorthuizen: R101

IJmuiden: R101 · R102 · R103